# Koroški most
Koroški most (Deutsch: Kärntner Brücke) ist eine 1996 eröffnete Brücke über die Drau in der Stadtgemeinde Maribor, im Nordosten Sloweniens. 

## Lage
Die Brücke verbindet den Stadtbezirk Koroška vrata am nördlichen Flussufer mit dem Stadtbezirk Studenci am rechten Drau-Ufer im Verlauf der Glavna cesta 1 (slowenische Hauptstraße 1). Sie ist die westlichste Brücke der Stadtgemeinde Maribor.

## Beschreibung
Die Brücke misst 247 Meter und überspannt die Drau mit einer Hauptspannweite von 110 Metern. Sie besteht aus zwei separaten vorgespannten Kastenrahmenkonstruktionen mit einer Gründung aus einem flachen Fundament mit massiven Betonblöcken.  Die vorgelagerte Anlage wurde 1995, die komplette Brücke 1996 fertiggestellt. Auf der Nordostseite der Brücke befindet sich ein Aussichtsturm.